# XII Congresso panucraino dei Soviet
Il Dodicesimo Congresso panucraino dei Soviet dei deputati degli operai, dei braccianti e dei soldati dell'Armata Rossa si tenne a Charkiv dal 25 febbraio al 4 marzo 1931.